# Scott Carpenter
Malcolm Scott Carpenter (1 tháng 5 năm 1925 - 10 tháng 10 năm 2013), (Cmdr, USN), là một sĩ quan hải quân Hoa Kỳ và phi công, phi công thử nghiệm, kỹ sư hàng không, phi hành gia và thủy phi cơ người Mỹ. Ông là một trong bảy phi hành gia ban đầu được lựa chọn cho dự án Mercury của NASA vào tháng 4 năm 1959. Carpenter là người Mỹ thứ hai (sau John Glenn) bay vòng quanh Trái Đất và người Mỹ thứ tư bay vào trong không gian, sau Alan Shepard, Gus Grissom, và Glenn.

## Tiểu sử
Sinh ngày 1 tháng 5 năm 1925 tại Boulder, Colorado, Carpenter chuyển đến New York City cùng với bố mẹ Marion Scott Carpenter và Florence Kelso Carpenter trong 3 năm đầu đời. Cha của ông đã được trao một bài nghiên cứu sau tiến sĩ tại Đại học Columbia. Vào mùa hè năm 1927, Scott trở lại Boulder cùng mẹ, sau đó bị bệnh lao. Ông được nuôi nấng bởi ông bà ngoại của ông ta trong nhà của gia đình ở góc đường Aurora và phố Seventh, cho đến khi tốt nghiệp trường trung học Boulder vào năm 1943. Người ta cho rằng Carpenter đã đặt tên cho tàu vũ trụ "Aurora 7" theo tên đại lộ Aurora, nhưng ông đã phủ nhận điều này.
Anh là một Hướng đạo sinh và kiếm được thứ hạng của Hướng đạo sinh hạng 2.

## Phục vụ hải quân
Sau khi tốt nghiệp, ông được nhận vào chương trình đào tạo đại học Hải quân V-12 như là một học viên hàng không (V-12a) tại Colorado College ở Colorado Springs. Sau một năm ở đó, ông đã trải qua 6 tháng huấn luyện tại Trường Preflight của St. Mary, Moraga, California, và bốn tháng huấn luyện bay chính tại Ottumwa, Iowa.. Chiến tranh thế giới II kết thúc trước khi ông có thể hoàn thành đào tạo và nhận được một nhiệm vụ ở nước ngoài, vì vậy Hải quân đã giải phóng ông khỏi nhiệm vụ tích cực. Ông trở lại Boulder tháng 11 năm 1945 để nghiên cứu Cơ học Hàng không tại Đại học Colorado ở Boulder. Trong khi tại Colorado, ông gia nhập Delta Tau Delta
Vào cuối năm cuối cấp, anh đã bỏ lỡ buổi kiểm tra cuối cùng trong truyền nhiệt, để lại cho anh một yêu cầu ngắn về mức độ. Sau chuyến bay Mercury của mình, trường đại học đã cấp cho ông một bằng Cử nhân Khoa học với lý do: "Việc đào tạo sau này của ông như là một phi hành gia đã làm nhiều hơn cho sự thiếu hụt trong chủ đề trao đổi nhiệt
Vào đêm trước chiến tranh Triều Tiên, Carpenter đã được tuyển mộ bởi Chương trình Cung ứng trực tiếp của Hải quân Hoa Kỳ (DPP). Ông đã báo cáo cho Trạm Không quân Hải quân Pensacola, Florida vào mùa thu năm 1949 để huấn luyện cho chuyến bay trước và chuyến bay chính. Ông đã kiếm được cánh bay phi công của mình vào ngày 19 tháng 4 năm 1951 tại Corpus Christi, Texas. Ông đã dành ba tháng tại Trường Đào tạo Điện tử Không gian Đen, San Diego, California, và ở trong một đơn vị đào tạo chuyển tiếp Lockheed P2V ở đảo Whidbey Island, Washington, cho đến tháng 10 năm 1951. Tháng 11 năm 1951, ông được phân công làm Đội 6 thuộc Đội Barbers Điểm, Hawaii. Trong lần thực hiện nhiệm vụ đầu tiên, khi triển khai lần đầu tiên, Carpenter đã bay Lockheed P2V Neptunes cho phi đội tuần tra thứ sáu (VP-6) về các chiến dịch trinh sát và chống tàu ngầm (ASW) trong Chiến tranh Triều Tiên. Tiếp theo tại Adak, Alaska, Carpenter sau đó đã bay các sứ mệnh giám sát dọc bờ biển Liên Xô và Trung Quốc trong lần triển khai lần thứ hai; Được chỉ định là PPC (chỉ huy máy bay tuần tra) để triển khai lần thứ ba của mình, LTJG Carpenter đã được bố trí đóng với hải đội của ông ở Guam. 

## Làm việc cho NASA

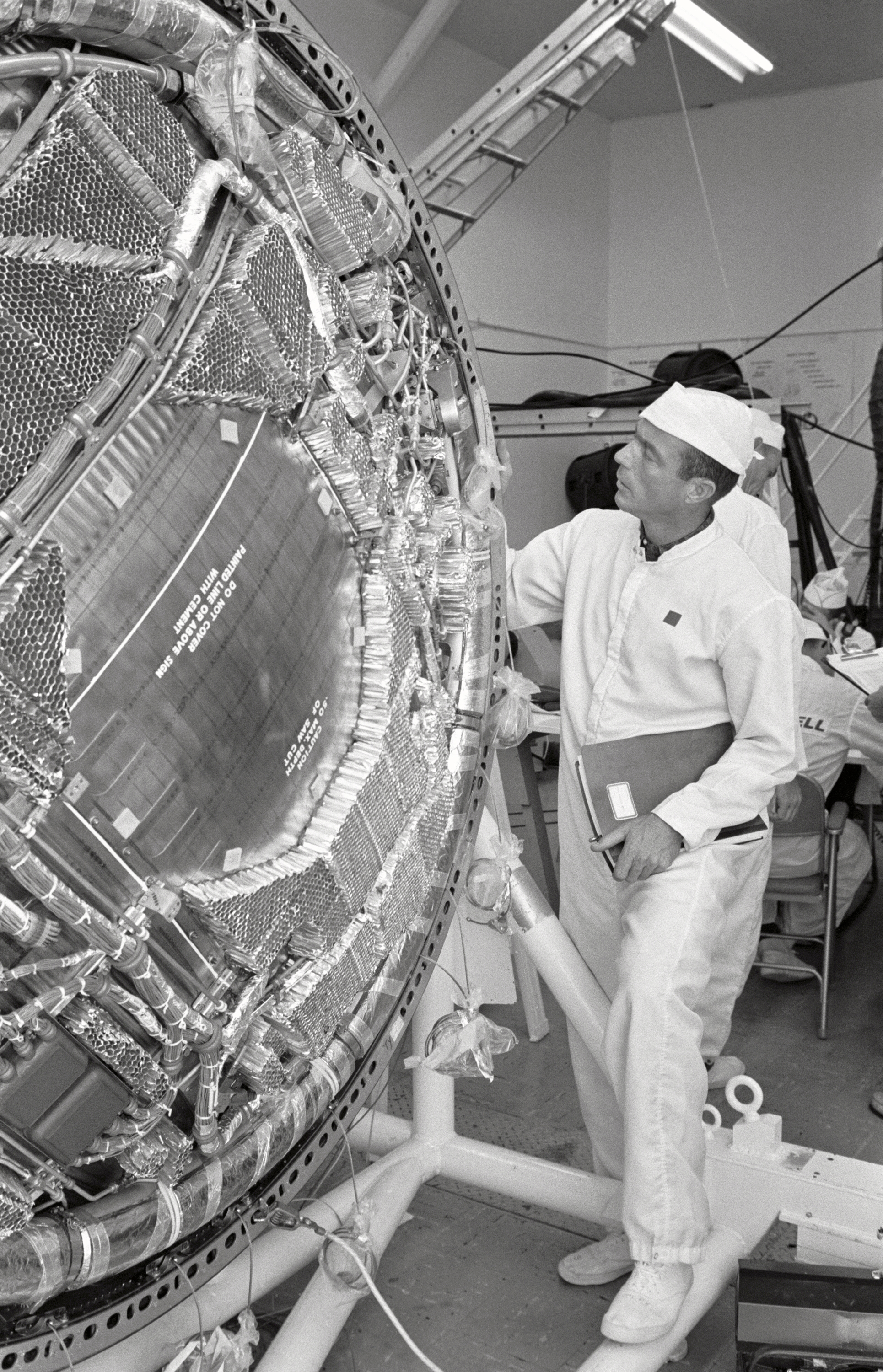
Carpenter kiểm tra vật liệu hình tổ ong này sẽ hỗ trợ khiên bảo vệ phi thuyền Aurora 7 của ông vào năm 1962..

Fter được chọn cho Dự án Mercury năm 1959, Carpenter, cùng với sáu phi hành gia khác, giám sát sự phát triển của viên Mercury. Ông làm phi công dự phòng cho John Glenn, người đã bay nhiệm vụ đầu tiên của Hoa Kỳ trên chiếc tàu Friendship 7 vào tháng 2 năm 1962. Carpenter, phục vụ như một người giao tiếp viên trên chuyến bay này, có thể nghe nói "Godspeed, John Glenn" ghi âm cuộc tấn công của Glenn.
Khi Deke Slayton bị rút khỏi căn cứ y tế từ chuyến bay quỹ đạo thứ hai của Project Mercury (mà Slayton sẽ đặt tên là Delta 7), Carpenter được giao nhiệm vụ thay thế ông. Ông đã bay vào vũ trụ vào ngày 24 tháng 5 năm 1962, trên đỉnh tên lửa Mercury-Atlas 7 cho nhiệm vụ khoa học ba quỹ đạo kéo dài gần 5 giờ. Phi thuyền Aurora 7 mình đạt độ cao tối đa 164 dặm (264 km) và một vận tốc quỹ đạo của 17.532 dặm một giờ (28.215 km / h). 
[[Tập tin:Scott-Carpenter recovery NASA.jpg|thumb|250px|Carpenter trong một bài tập luyện tập chạy nước trước khi thực hiện nhiệm vụ Mercury-Atlas 7
Carpenter đã thực hiện 5 thí nghiệm trên mỗi chuyến bay, và trở thành phi hành gia người Mỹ đầu tiên ăn thức ăn rắn trong không gian. Ông cũng xác định được "những con đom đóm" bí ẩn của Glenn trong suốt Friendship 7 như những hạt chất lỏng đông lạnh nới lỏng từ bên ngoài của tàu vũ trụ, mà ông có thể sản xuất bằng cách tung ra trên tường gần cửa sổ. Ông đổi tên thành "frostflies".
Tác phẩm của Carpenter trong không gian là chủ đề của những lời chỉ trích và tranh cãi. Trong khi một nguồn có Christopher C. Kraft, Jr. (người điều khiển chuyến bay từ Cape Canaveral) xem xét "sứ mệnh thành công nhất của Carpenter cho đến nay, mọi thứ đã hoàn hảo trừ một số chi phí quá mức", tờ New York Times báo cáo Trong phúc trình cho Carpenter rằng Kraft tức giận vì Carpenter đã không để ý đến thiết bị của mình và bỏ qua các hướng dẫn từ Mission Control. Kraft phản đối việc Carpenter giao cho các nhiệm vụ không gian trong tương lai.
Carpenter sau đó được bổ nhiệm vào Trường thí điểm Hải quân Hoa Kỳ, lớp 13, tại NAS Patuxent River, Maryland năm 1954. Ông tiếp tục tại Patuxent cho đến năm 1957, làm việc như một phi công thử nghiệm trong Phòng Kiểm tra Điện tử; Trong nhiệm vụ này Carpenter tiến hành các dự án thử nghiệm bay trong một loạt các máy bay Hải quân, bao gồm máy bay phản lực cánh đa và đơn và máy bay tiêm kích cánh quạt, máy bay tấn công, máy bay ném bom tuần tra và thủy phi cơ. Trong lần thực hiện nhiệm vụ kế tiếp, ông đã trải qua tại Monterey, California, tại Trường Hải quân. Sau khi tham dự Trường Tình báo Hàng hải Naval, Washington D.C., thêm tám tháng nữa vào năm 1957 và 1958, Carpenter được đặt tên là Cán bộ Tình báo Hàng không cho USS Hornet.